# Coalition anti-Hitler
 (avril 2025).
Si vous disposez d'ouvrages ou d'articles de référence ou si vous connaissez des sites web de qualité traitant du thème abordé ici, merci de compléter l'article en donnant les références utiles à sa vérifiabilité et en les liant à la section « Notes et références ».

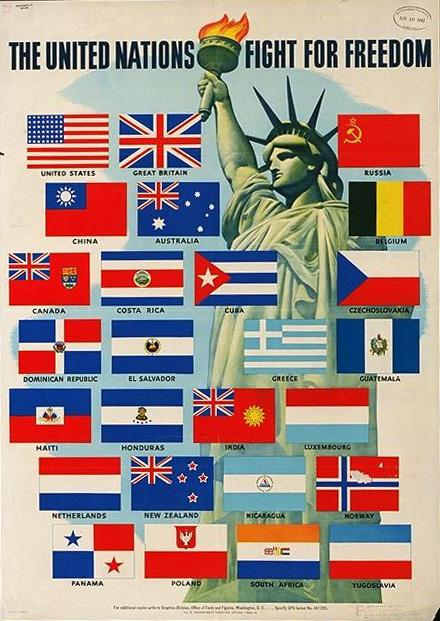
The United Nations Fight for Freedom – Affiche américaine de 1942

On entend par coalition anti-Hitler (en anglais Anti-Hitler coalition ou Grand Alliance, en russe Антигитлеровская коалиция) l’alliance militaire entre les trois grandes puissances alliées que sont l’Union soviétique, le Royaume-Uni et plus tard les États-Unis en réponse aux assauts militaires menés par les forces de l’axe que sont le Troisième Reich (dirigé par Adolf Hitler), le royaume d’Italie et l’empire du Japon pendant la Seconde Guerre mondiale.

## Causes

### Sécurité collective
Avant la Seconde Guerre mondiale, les démocraties d’Europe de l’Ouest mettent en place plusieurs tentatives d’intégration de l’Union soviétique dans un système de sécurité collective. Cette volonté est rendue possible par l’adhésion en 1934 de l’URSS à la Société des Nations, dont la création est principalement soutenue par Franklin D. Roosevelt. Avec l’arrivée au pouvoir de ce dernier en 1933, la politique extérieure américaine entre dans une phase d’important soutien au régime soviétique. L’une des premières actions de Roosevelt est la reconnaissance de l’Union soviétique ; décision qui va tracer la voie vers l’entrée de l’URSS dans la Société des Nations. Les précédents gouvernements américains avaient toujours refusé en raison des différences inconciliables entre les deux systèmes politiques et de la brutalité avec laquelle les cadres du parti communiste usaient de leur pouvoir.
À la suite de cela, un pacte d’assistance mutuelle est conclu le 2 mai 1935 entre la France et l’Union soviétique, qui se dresse contre le revanchisme allemand. Pendant la crise des Sudètes en 1938 et celle de Dantzig en 1939, qui ont mené à la Seconde Guerre mondiale, l’Union soviétique et les puissances d’Europe de l’Ouest soumettent déjà l’idée d’une coopération militaire contre l’Allemagne nazie. Les points de vue divergent néanmoins quant au sérieux avec lequel les deux puissances voient ces tractations. Après l’échec des négociations en raison de la réticence du gouvernement polonais à laisser les troupes soviétiques traverser ses frontières, Joseph Staline opère un tournant majeur concernant sa politique extérieure et choisit de mettre en place un pacte mutuel de non-agression temporaire avec son ennemi juré, le nazisme,.

### Pacte germano-soviétique
Entre 1939 et 1949, la signature du pacte germano-soviétique et l’invasion soviétique de la Pologne, mais également la déclaration de guerre de l’URSS à la Finlande ainsi que l’annexion des pays baltes dans la confusion en Europe de l’Ouest ont mené à un renforcement de la voix antisoviétique au Royaume-Uni. En décembre 1939, l’Union soviétique est exclue de la Société des Nations après avoir déclaré la guerre à la Finlande, et sera le seul pays dans toute l’histoire du traité à en être expulsé. Une frappe militaire est entre-temps envisagée sous forme de raid aérien sur un gisement de pétrole dans le Caucase, car l’URSS est presque perçue comme une alliée de l’Allemagne.
L’URSS tient, quant à elle, le Royaume-Uni pour responsable de la déclaration et de l’expansion de la guerre et parle même de « folie criminelle » quant au fait d’avoir déclaré la guerre à l’Allemagne. Les États-Unis sont accusés d’attiser les flammes de la guerre en Europe au moyen d’une « neutralité hypocrite » et d’être devenus les fournisseurs d’armes de la Grande-Bretagne et de la France.
Winston Churchill, le Premier ministre britannique à partir de mai 1940, se pose, dès les prémices du conflit, comme un fervent opposant au communisme, ce qu’il illustre entre autres dans son livre The World Crisis paru en 1930 à travers une référence aux hommes ayant péri depuis 1917 en Russie soviétique puis dans l’Union soviétique.

## Développement

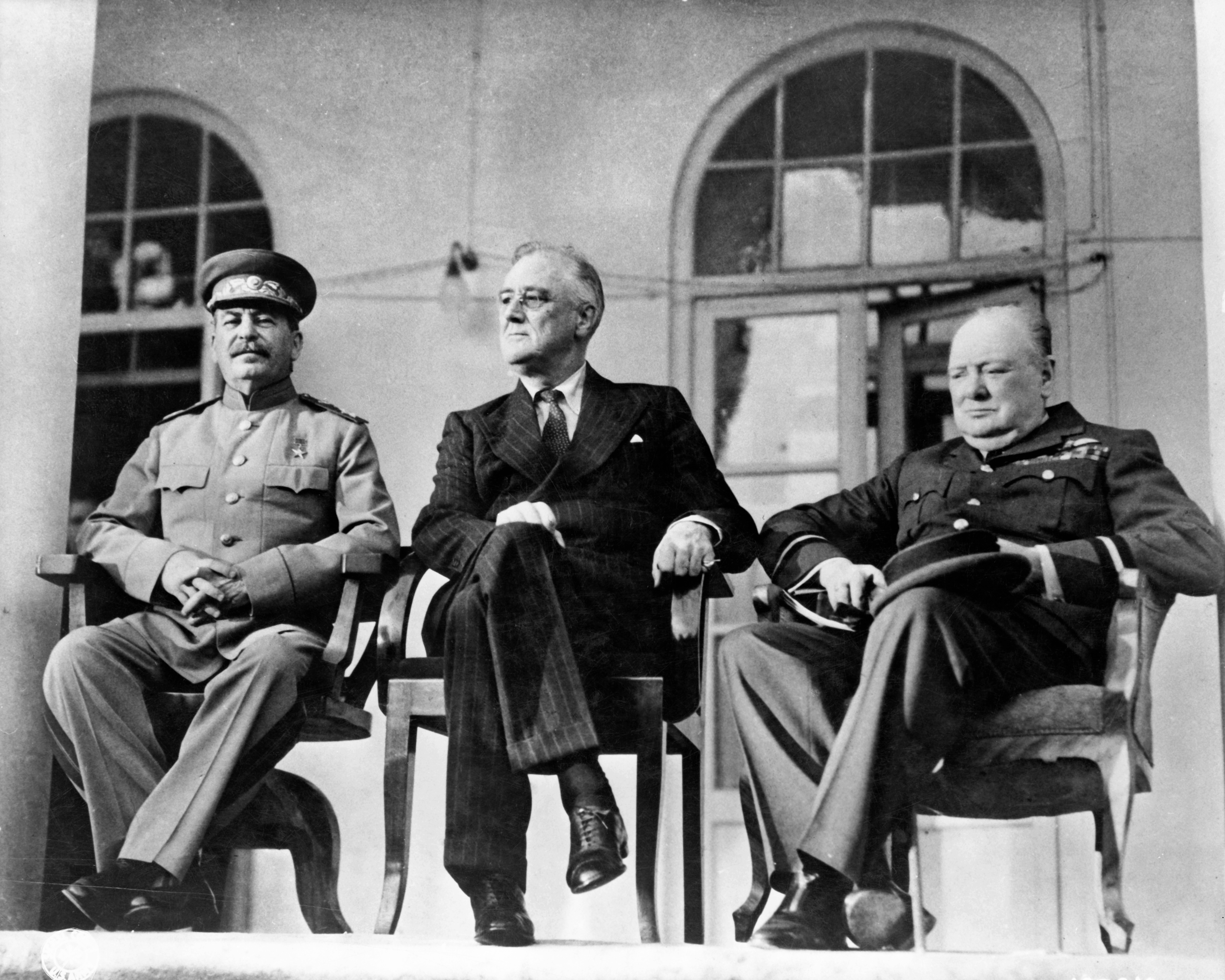
Premier rassemblement des chefs de gouvernement (de gauche à droite) : Joseph Staline, Franklin D. Roosevelt et Winston Churchill à la terrasse de l’ambassade soviétique à Téhéran (Conférence de Téhéran, 1943)

Lorsque l'Allemagne décide d'attaquer l'URSS, les tensions se mettent à grimper entre les deux pays. Dans l’intérêt de la lutte contre un ennemi désormais commun, il est nécessaire de régler les différends. Le 22 juin 1941 dans un discours spontané, Churchill affirme que ses récents propos anti-communistes ont perdu tout leur sens à l'égard des événements survenus en Europe de l’Est et que la Grande-Bretagne se tient aux côtés de l’URSS et lui offre toute son aide.
Le 1er octobre 1941 a lieu une conférence commune à Moscou sur le thème du soutien militaire et économique de l’Union soviétique, lors de laquelle l’envoi de matériel de guerre d’après la loi Lend-Lease est accepté. Au cours de la guerre, l’URSS reçoit de grandes quantités de matériel. La livraison d’armes n’est alors pas l’élément primordial mais plutôt celle de moyens de transport dont 427 284 camions, 1966 locomotives et 11 000 wagons, tous indispensables lors de conflits modernes. Mais le plus important s’avère être l’approvisionnement en denrées alimentaires, qui comprend entre autres 4,5 millions de tonnes de viande en conserve.
Après l’entrée en guerre des États-Unis en décembre 1941, un pacte tripartite est conclu entre 26 Etats en guerre lors de la Conférence Arcadia tenue à Washington le 1er janvier 1942 et porte le nom de « Déclaration des Nations unies ». Ce pacte se solde par la création de la coalition anti-Hitler avec la signature d’un traité négocié pendant cinq mois sur une « alliance militaire contre l’Allemagne d’Hitler et ses alliés » pour les 20 prochaines années entre le Royaume-uni et l’Union soviétique le 26 mai 1942 et entre l’Union soviétique et les États-Unis le 11 juin.
Dans le cadre de la formation de la coalition, Moscou se voit dans l’obligation de revenir sur certaines de ses actions qui visaient à établir un partenariat avec l’Allemagne. La capitale russe reprend également ses relations diplomatiques avec les gouvernements en exil de la Tchécoslovaquie, la Norvège, la Belgique, la France, la Grèce et la Yougoslavie, qui, à l’exception de la Grèce, assurent tous leurs fonctions depuis l’Angleterre. En outre, le Komintern est dissous en 1943.

## Tensions

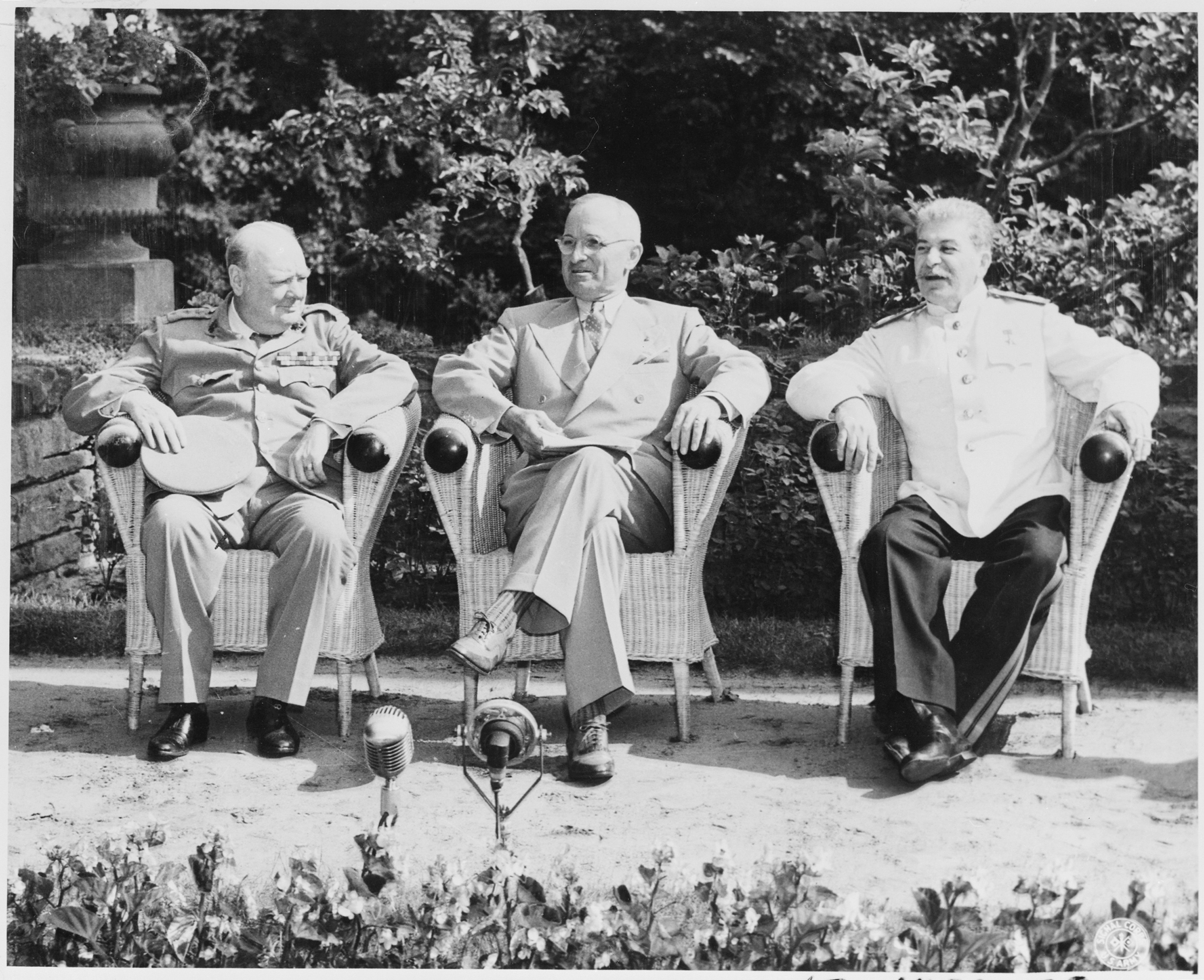
Conférence de Potsdam : Winston Churchill, Harry S. Truman et Joseph Staline en juillet 1945.

Malgré la création de cette coalition, le gouvernement soviétique sait pertinemment qu’il s’agit, pour l’Angleterre et les États-Unis, de maintenir leur domination coloniale et d’éliminer leurs concurrents les plus dangereux que sont l’Allemagne et le Japon. Pour Moscou, il est évident que les puissances anglo-américaines soutiennent l’Union soviétique uniquement pour l’accabler de la charge principale du conflit. On comprend mieux la méfiance croissante de l’Union soviétique et les revendications répétées pour la mise en place d’un deuxième front.
Dès le début de la conférence de guerre, nul n’est sans savoir que la coopération va être très difficile. Ainsi les formulations cibles choisies laissent toujours le champ libre, des deux côtés, à diverses interprétations. Par exemple, on décide que l’Allemagne vaincue sera reconstruite après la guerre sur des principes démocratiques – sans préciser, volontairement, de quelle forme de démocratie il s’agit, étant donné qu’on ne peut guère escompter un accord sur ce propos. La Charte de l’Atlantique, signée le 14 août 1941 par Churchill et Roosevelt porte les premiers germes de la discorde : on y lit qu’il faut rendre leur souveraineté à toutes les nations qui en ont été privées par la violence et que tous les peuples ont le droit de choisir eux-mêmes la forme de gouvernement sous laquelle ils veulent vivre. L’Union soviétique, pour ses annexions, et les Alliés, pour leurs colonies, se voient placés dans une position extrêmement contestable.
Une convention avec le gouvernement polonais en exil, réclamant la reconnaissance de l’intégrité de la République polonaise dans l’enceinte de ses anciennes frontières, fait l’objet de grandes difficultés. Moscou refusant tout débat, cette demande est donc traitée en toute discrétion sous impulsion britannique, et un accord militaire entre Soviétiques et Polonais est signé sous réserves le 14 août 1941. Les relations entre le gouvernement polonais en exil et Moscou ne cessent pourtant de se détériorer, car le processus de libération des prisonniers de guerre polonais n’avance presque pas, et Moscou refuse de reconnaître que les populations des territoires polonais annexés, forcées de prendre la nationalité soviétique et de devenir ainsi citoyens soviétiques, sont en réalité sous la responsabilité du gouvernement polonais. Comme aucune des quelque 50 demandes officielles concernant les prisonniers de guerre polonais n’est acceptée par le gouvernement soviétique, et que le gouvernement polonais réclame une enquête auprès du Comité international de la Croix-Rouge (CICR) après la découverte du massacre de Katyń, Moscou rompt ses relations avec le gouvernement polonais sous prétexte qu’il est en contact avec le gouvernement hitlérien et mène une politique de dénigrement fasciste.
Peu après la fin de la guerre, la fragilité réelle de la coalition anti-Hitler devient apparente : les interprétations divergentes des décisions communes des accords de Potsdam, de même que les tensions graves à Berlin, devenue centre des dissensions par son partage entre les quatre puissances, conduisent vite à la dissolution de la coalition. Enfin, après la doctrine de Truman et le discours d’Andreï Jdanov du 30 juillet 1947, on parle ouvertement de séparation du monde en deux camps : c’est le début de l’ère de la Guerre froide.